# Manuel Justo de Rubalcava
Manuel Justo de Rubalcava (Santiago de Cuba, Cuba; 9 de agosto de 1769-ibidem, 4 de noviembre de 1805) fue un poeta cubano.
Además de las letras, también cultivó otras expresiones artísticas como la pintura y la escultura. Siendo militar, participó en la Toma de Bayajá (en la actualidad, Fuerte Libertad) formando parte del Regimiento Cantabria. Tras abandonar la carrera militar, viaja por Santo Domingo y Puerto Rico, donde permanece durante un año. Ya afincado en La Habana, hace amistad con el poeta habanero Manuel de Zequeira y Arango. Ambos, junto al también poeta y militar santiaguero Manuel María Pérez y Ramírez, conforman el coloquialmente llamado grupo de los tres Manueles.
Manuel Justo de Rubalcava falleció en Santiago de Cuba el 4 de noviembre de 1805. Sus obras fueron recopiladas y editadas póstumamente por el venezolano Luis Alejandro Baralt en 1848 bajo el título de Poesías de Manuel Justo de Rubalcava.